# Altaveu de plasma

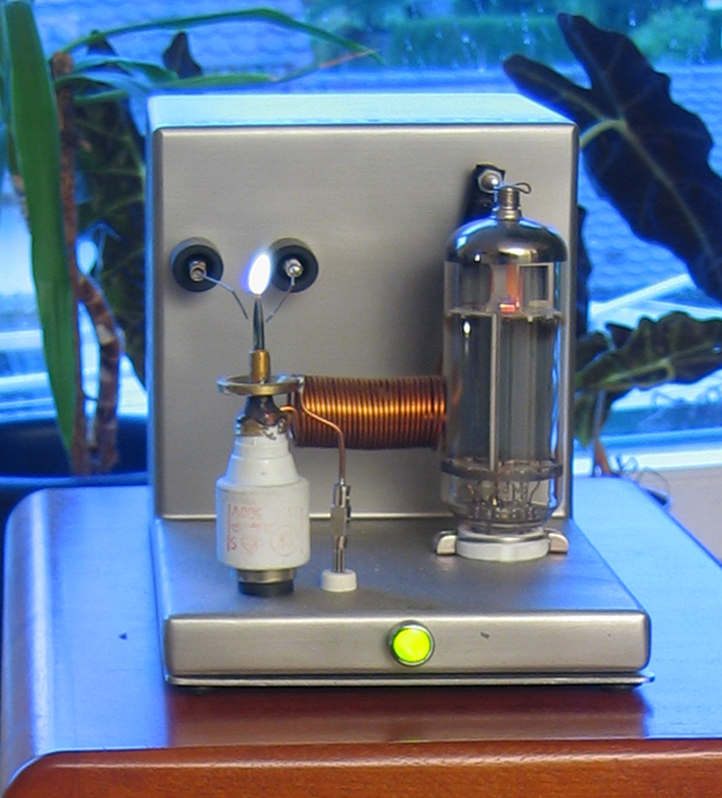
Altaveu de plasma

Els altaveus de plasma o ionòfons són una forma d'altaveu que varia la pressió de l'aire mitjançant un plasma elèctric en lloc d'un diafragma sòlid. L'arc de plasma escalfa l'aire circumdant fent-lo expandir. Variant el senyal elèctric que impulsa el plasma i connectat a la sortida d'un amplificador d'àudio, varia la mida del plasma que al seu torn varia l'expansió de l'aire circumdant creant ones sonores.

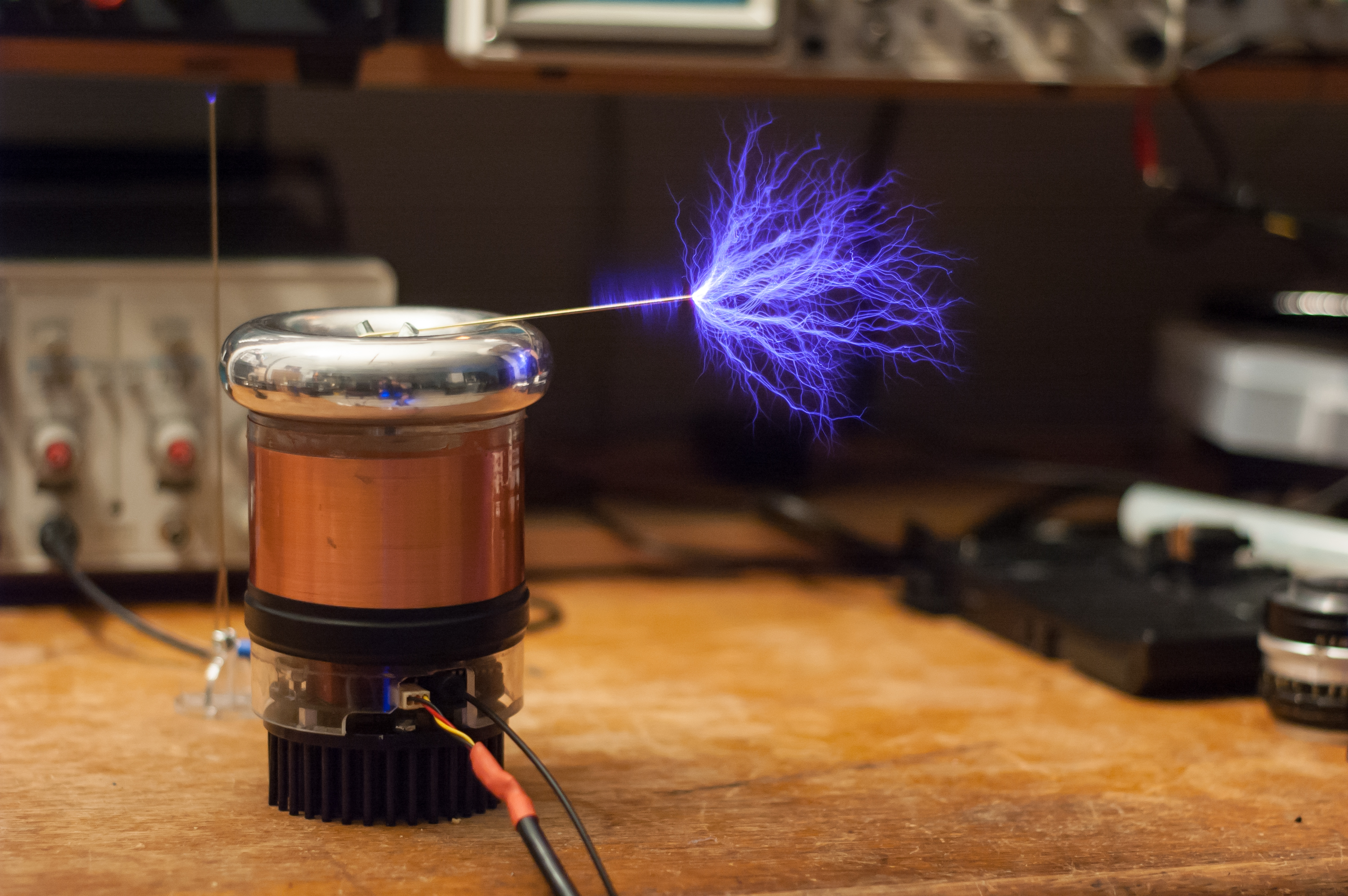
"tinyTesla" és una mini bobina Tesla musical d'estat sòlid (SSTC_) que pot reproduir música i disparar espurnes de fins a 4". Es mostra produint una descàrrega de raspall des d'un punt de cable connectat al terminal d'alta tensió toroidal. L'electrònica d'estat sòlid que impulsa la bobina es pot modular mitjançant un senyal d'àudio d'un teclat o un fitxer MIDI, impulsant la descàrrega d'espurna des de la part superior perquè emeti sons, permetent que es reprodueixin melodies senzilles.

El plasma normalment té la forma d'una descàrrega brillant i actua com un element radiant sense massa. La tècnica és un desenvolupament molt posterior dels principis de la física demostrat per l'"arc cantant" de William Duddell de 1900, i es pot relacionar amb la propulsió de naus espacials d'impuls d'ions moderns.
El terme ionòfon va ser utilitzat pel Dr. Siegfried Klein, que va desenvolupar un tuiter de plasma que tenia llicència per a la producció comercial de DuKane amb Ionovac i Fane Acoustics amb Ionofane a finals dels anys 40 i 50.
L'efecte s'aprofita de diversos principis físics: En primer lloc, la ionització dels gasos fa que la seva resistència elèctrica disminueixi significativament, fent-los conductors. Aquest plasma resultant es pot fer vibrar de manera simpàtica amb camps elèctrics i camps magnètics alternatius. En segon lloc, el plasma implicat, en si mateix un camp d'ions, té una massa relativament insignificant. Així, l'aire roman acoblat mecànicament amb el plasma sense massa, la qual cosa li permet irradiar una reproducció potencialment ideal de la font sonora quan el camp elèctric o magnètic es modula amb un senyal d'àudiofreqüència.

## Comparació amb altaveus convencionals
Els dissenys de transductors d'altaveus convencionals utilitzen el senyal elèctric d'àudiofreqüència d'entrada per vibrar una massa important: en un altaveu dinàmic, aquest controlador s'acobla a un con d'altaveu rígid: un diafragma que empeny l'aire a les freqüències d'àudio. Però la inèrcia inherent a la seva massa resisteix l'acceleració i tots els canvis de posició del con. A més, els cons de l'altaveu eventualment patiran fatiga per tracció a causa de la sacsejada repetida de la vibració sonora.
Així, la sortida dels altaveus convencionals, o la fidelitat del dispositiu, es veu distorsionada per les limitacions físiques inherents al seu disseny. Aquestes distorsions han estat durant molt de temps el factor limitant en la reproducció comercial de les altes freqüències fortes. En menor mesura, les característiques d'ona quadrada també són problemàtiques; la reproducció d'ones quadrades tensa més en un con d'altaveu.
En un altaveu de plasma, com a membre de la família dels parlants sense massa, aquestes limitacions no existeixen. El controlador de baixa inèrcia té una resposta transitòria excepcional en comparació amb altres dissenys. El resultat és una sortida uniforme, precisa fins i tot a freqüències més altes més enllà del rang audible humà. Aquests altaveus destaquen per la precisió i la claredat, però no per les freqüències més baixes perquè el plasma es compon de molècules minúscules i amb una massa tan baixa no poden moure grans volums d'aire tret que el plasma sigui en gran nombre. Així, aquests dissenys són més efectius com a tweeters.